# Judd Hirsch
Pour les articles homonymes, voir Hirsch.
Judd Hirsch, né le 15 mars 1935 dans le Bronx, à New York, est un acteur américain. Il est nommé deux fois à l'Oscar du meilleur acteur dans un second rôle, en 1981 pour Des gens comme les autres et en 2022 pour The Fabelmans.

## Biographie

### Enfance
Hirsch est né dans une famille juive russe, fils de Sally (née Kitzis) et Joseph Sidney Hirsch, un électricien. Il étudie au lycée Witt Clinton. Il a un diplôme de physique de l'université City College de New York.

### Vie personnelle
Il se marie d'abord en 1956 puis une deuxième fois à Bonni Sue Chalkin en 1992, dont il divorce en 2003. Hirsch a trois enfants : Alexandre, né en 1966, Montana Eve, née dans les années 1990 et London, son plus jeune fils.
Il souffre de mydriase.

## Filmographie

### Cinéma
- 1971 : Jump
- 1973 : Serpico : Cop
- 1978 : Le Roi des gitans (King of the Gypsies) : Groffo
- 1980 : Des gens comme les autres (Ordinary People) : Dr Tyrone C. Berger
- 1983 : Avis de recherche (Without a Trace) de Stanley R. Jaffe : Al Menetti
- 1984 : The Goodbye People : Arthur Korman
- 1984 : Ras les profs ! (Teachers), de Arthur Hiller : Roger Rubell
- 1988 : À bout de course (Running on Empty) : Arthur Pope / Paul Manfield
- 1993 : Lights: The Miracle of Chanukah (vidéo)
- 1996 : Independence Day : Julius Levinson
- 1999 : Out of the Cold : Leon Axelrod
- 2001 : Un homme d'exception (A Beautiful Mind) de Ron Howard : Helinger
- 2004 : Zeyda and the Hitman : Gideon
- 2011 : This Must Be the Place de Paolo Sorrentino
- 2011 : Le Casse de Central Park (Tower Heist) de Brett Ratner : Mr Simon
- 2011 : Les Muppets, le retour (The Muppets) de James Bobin
- 2016 : Independence Day: Resurgence : Julius Levinson
- 2017 : The Meyerowitz Stories de Noah Baumbach : L.J. Shapiro
- 2019 : Uncut Gems de Joshua et Ben Safdie
- 2022 : Hollywood Stargirl de Julia Hart : Mr. Mitchell
- 2022 : The Fabelmans de Steven Spielberg : Boris Podgorny
- 2022 : Showing Up de Kelly Reichardt : Bill

### Télévision
- 1974 : La Loi (The Law) : Murray Stone
- 1975 : The Law : Murray Stone
- 1975 : Fear on Trial : Saul
- 1975 : The Legend of Valentino : Jack Auerbach
- 1976 : Two Brothers : Joe Morris
- 1976 : The Keegans de John Badham (téléfilm) : Lt Marco Ciardi
- 1976 : Delvecchio : Sergent Dominick Delvecchio
- 1978 : Taxi : Alex Reiger
- 1979 : Sooner or Later : Bob Walters
- 1979 : The Halloween That Almost Wasn't (en) : Comte Dracula
- 1980 : Marriage Is Alive and Well : Herb Rollie
- 1981 : The Robert Klein Show
- 1985 : Detective in the House : Press Wyman
- 1985 : First Steps : Docteur Jerrold Petrofsky
- 1985 : Brotherly Love : Ben Ryder / Harry Brand
- 1988 : La Grande Évasion 2 (The Great Escape II: The Untold Story) de Paul Wendkos et Jud Taylor :  Capitaine David Matthews
- 1988 - 1992 : Dear John : John Lacey
- 1990 : Elle a dit non (She Said No) : Martin Knapek
- 1994 : Abus de confiance (Betrayal of Trust) : Dr Jules Masserman
- 1997 : Color of Justice : Sam Lind
- 1997 : George & Leo : Leo Wagonman
- 1999 : Rocky Marciano : Al Weill
- 2003 : Regular Joe : Baxter Binder
- 2003 : New York, unité spéciale (saison 4, épisode 14) : Dr Judah Platner
- 2003 : New York, section criminelle (saison 3, épisode 5) : Ben Elkins
- 2003 : Who Killed the Federal Theatre : Narrateur
- 2005-2010 : Numb3rs : Alan Eppes
- 2010 : Warehouse 13 : Isidore Weisfeld
- 2012 : The Good Wife (Here Comes the Judge) : Juge Harrison Creary
- 2014 : Sharknado 2: The Second One : Ben le chauffeur de taxi
- 2014 : Forever : Abe
- 2016 : The Big Bang Theory (série télévisée) : Dr Alfred Hofstadter
- 2017-2018 : Superior Donuts (série télévisée) : Arthur Przybyszewski
- 2018 : New York, unité spéciale (saison 20, épisode 10) : Joseph Edelman
- 2020 : Hunters : Simon Wiesenthal

## Nominations
- 1981 : Oscar du meilleur acteur dans un second rôle pour Des gens comme les autres.
- 1981 : Golden Globe du meilleur acteur dans un second rôle pour Des gens comme les autres.
- 2023 : Oscar du meilleur acteur dans un second rôle pour The Fabelmans.

## Voix françaises
En France
| - Jean-Pierre Moulin dans : - New York, unité spéciale (série télévisée) - Un homme d'exception - Numb3rs (série télévisée) - Damages (série télévisée) - The Good Wife (série télévisée) - The Big Bang Theory (série télévisée) - Patrick Messe dans : - The Meyerowitz Stories - Uncut Gems - Hollywood Stargirl | Et aussi - Bernard Woringer dans Serpico - William Sabatier (*1923 - 2019) dans Des gens comme les autres - Claude Joseph (*1926 - 1995) dans Ras les profs ! - Sady Rebbot (*1935 - 1994) dans À bout de course - Michel Fortin (*1937 - 2011) dans Independence Day - Yves Barsacq (*1931 - 2015) dans This Must Be the Place - Daniel Gall (*1938 - 2012) dans Le Casse de Central Park - Mathieu Rivolier dans Sharknado 2: The Second One (téléfilm) - Patrick Floersheim (*1944 - 2016) dans Forever (série télévisée) - Achille Orsoni (*1952 - 2019) dans Independence Day: Resurgence - Popeck dans The Fabelmans - Philippe Catoire dans Hunters (série télévisée) - Jean Barney dans Mid-Century Modern (série télévisée) |